# Bernard Chesneau
Pour les articles homonymes, voir Chesneau.
Bernard Chesneau, né le 5 mai 1960 à Blois, est un coureur cycliste français, professionnel de 1985 à 1988.

## Palmarès
- 1976 cadet
  - 1er Aubigné-Racan (72)
  - 2ème Soing en Sologne (41)
  - 2ème Mont près Chambord (41)
- 1977 Junior 1
  - 1er Vierzon (18)
  - 1er Françay (41)
  - 2ème Coudrecieux (72)
  - 3ème Ecomoy (72)
  - Champion départemental poursuite ind
  - Champion départemental addition de points
- 1978 Junior 2
  - 1er Goulafre (41)
  - 1er Thoury (41)
  - 1er Vierzon (18
  - 1er Bracieux (41)
  - 1er Romorantin (41)
  - 1er Vineuil (41)
  - 1er Boussac (23)
  - 1er Soubrebost (23)
  - 1er Vignoux sur barangeon (18)
  - 1er Muides (41)
  - 1er Graigny (18)
  - Champion régional du contre-la-montre par équipes
  - Champion départemental de poursuite
  - Champion départemental addition de points
  - 2e du championnat régional de poursuite individuelle
  - Brassard Nouvelle République / 8 victoires
- 1979 Sénior
  - Montoire-Montrichar (41):
    - 1er Classement général
    - 1re étape (contre-la-montre par équipes)

  - Trophée des espoirs St Mars la Pile (37)
    - 1er épreuve en ligne

  - 1er St Epain (37)
  - 1er Vierzon (18)
  - 1er Vendôme (41)
- 1981 Sénior
  - 2e du Circuit de la vallée Noire (36)
  - 2ème Villemandeur (45)
  - Champion départemental poursuite ind
  - Champion départemental addition de points
- 1982 Sénior
  - 1er  St Marien (23)
  - 1er Créteil-Beaugency
  - 1er Vierzon (18)
  - 1er St Epain (37)
  - Champion régional poursuite par équipes
  - 2e du championnat régional de poursuite individuelle
- 1983-1984 Sénior
  - 1er Paris-Ézy
  - 1er Paris-Montargis
  - 1er Grand Prix de la Boucherie (91)
  - 1er Paris-Sainte-Maur-de-Touraine
  - 1er Boucles du Barangeon (18)
  - 1er Deux Jours de Dreux (28)
  - 1er Calonne-Ricouart (62)
  - 1er S Raphaël (84)
  - 2e du Tour de l'Essonne
  - 2è les Issambres (84)
  - 3e du Bol d'or amateurs
- 1985 Professionnel
  - Tour de San Francisco (CA):
    - 1er Classement général
    - 1er étape 4
    - 1er étape 6

  - 1er Grand Prix Fred Mengoni - Central Park (NY)
  - 1er Classement Général du Bicycle Week-End of Sandiego (CA)
  - 1er CLM Casa Grande (AZ)
  - 1er Knoville (TN)
  - 2ème Montée du Mont Lemon  (AZ)
  - 3ème Pittsburg (PEN)
  - 3ème Troy (MI)
- 1986 Professionnel
  -     - 2ème Vittoria-Pampelune (E)
- 1987 Professionnel
  - 3ème Geetbets (B)
  - 1er Cyclo-cross Nouan le Fuzelier (F)
- 1988 Professionnel
  - 2ème Bordeaux-Paris (F)
  - 3ème Wingene (B)

## Résultats sur les grands tours

### Tour de France
1 participation
- 1987 : hors délai (3e étape)